# 本多好文
本多 好文（ほんだ よしふみ、1933年2月23日 - ）は日本映画美術監督。福島県出身。

## 略歴
1955年に東宝撮影所の美術助手として入社。1967年に東宝と契約。

## 主な作品

### 美術助手作品
- 蜘蛛巣城（1957年）
- 用心棒（1961年）
- B・G物語 二十才の設計（1961年）

### 美術監督作品
- 南太平洋の若大将（1967年）
- 空想天国（1968年）
- 若者よ挑戦せよ（1968年）
- フレッシュマン若大将（1969年）
- 野獣の復活（1969年）
- 幽霊屋敷の恐怖 血を吸う人形（1970年）
- ゴジラシリーズ
  - 地球攻撃命令 ゴジラ対ガイガン（1972年）[1]
  - ゴジラ対メガロ（1973年）[1]
  - メカゴジラの逆襲（1975年）[1]
- しあわせ（1974年）
- おしゃれ大作戦（1976年）
- 恋の空中ぶらんこ（1976年）